# イセシラガイ
イセシラガイ (伊勢白貝、学名 Pegophysema bialata)はツキガイ科Lucinidaeに分類される二枚貝の1種である。殻頂の蝶番部に鉸歯を持たず従来Anodontia属に分類されていた。

## 分布
日本の北海道南部以南、インド沿岸まで分布。

## 形態
貝殻は殻長約6cm以下。薄くてとてもよく膨らみ球形に近く、背縁前後はやや張り出す。内外面とも白色で光沢が無い。成長輪脈が密に描かれるが、放射肋は非常に弱い。鉸歯を持たない。内面前後端に閉殻筋痕が認められ、前側の筋痕は細長くて外套線から内側へ離れる。外套線は腹縁から離れた内側をめぐり、套線の湾入は無い。軟体部はあまり知られていないが、ツキガイ科の特徴として水管は持たず、軟体の後部背側に排水孔・腹側に吸水孔が並ぶ。Anodontia類の特徴として腹縁中央付近にとても細長い足を持つ。

## 生態
潮間帯から水深20mの泥底に生息する。ツキガイ科の特徴として、海底面からやや深く潜り、殻の前後に細長い足を使って水路を確保して、海水の吸収と排水を行い濾過摂餌する。鰓内部に硫黄酸化菌を共生させ、海水の無害化や栄養分の吸収を行う。

静岡県新居町の砂浜に打上げの片貝２枚

殻内面の閉殻筋痕は鉛筆でなぞってある

## 類似の種
- カブラツキガイ (Anodontia edentula)　沖縄諸島以南。殻長約5cm。貝殻は成長輪脈がやや弱く表面は比較的なめらか。淡い黄色みを帯びることがある。外套線は腹縁の近くをめぐる[15][16][17]。フィリピンなどに生息し、Imbaoと呼ばれ食用とされる[18][19]。下記のショウゴインツキガイと同種の可能性がある[20]。

- ショウゴインツキガイ Pegophysema philippiana[14][21](Anodontia philippiana[22][23]) 沖縄諸島以南、アフリカ東部・紅海からオーストラリア北部まで分布。マングローブの木の根元の泥底約50cmの深さの嫌気的な環境に生息し、鰓内に共生する硫黄酸化細菌が合成する有機物を栄養源とする。水管ではなく細長い足を使用して水路を確保する[24]。